# Hokus pokus filiokus
Hokus pokus eller hokus pokus filiokus är en trollformel som är känd sedan 1600-talet. Det är troligen en förvanskning av inledningen till nattvarden läst på latin: Hoc est enim corpus meum, vilket betyder "detta är min lekamen" och "filioque" (och av sonen) vilket är en del av trosbekännelsen. Förmodligen uppkom denna ramsa under medeltiden när prästerna läste mässan på latin och allmogen inte förstod. Man förstod dock att dessa ord var av betydelse.
Nu för tiden är det en fras som ofta används av magiker i samband med ett trolleritrick.
I talspråk kan något kallas "hokus pokus" om man tycker att det verkar tvivelaktigt eller påhittat.